# Рехан Батт
Рехан Батт (6 липня 1980) — пакистанський хокеїст на траві.
Учасник Олімпійських Ігор 2004, 2008, 2012 років.